# Биларди, Джейк
Джейк Биларди (англ. Jake Bilardi; 1 декабря 1996, Крейгиберн — 11 марта 2015, Рамади) — австралийский школьник, ставший членом международной террористической организации «Исламское государство» (ИГ). Принял участие в атаке исламистов на иракский город Эр-Рамади в марте 2015 года, выступив в роли террориста-смертника. На данный момент является самым молодым иностранцем, завербованным в ряды ИГ, за что со стороны западных СМИ получил прозвище «белый джихади».

## Биография
Джейк Биларди родился в 1996 году в городе Крейгиберн (штат Виктория) в семье атеистов; он был самым младшим из шести детей. По воспоминаниям своего отца, Джейк был застенчивым и необщительным, при этом много увлекался футболом. Учась в школе, он часто подвергался издевательствам со стороны сверстников. Биларди много времени проводил в Интернете, где и попал под влияние исламистской пропаганды. Узнав о преступлениях США на Ближнем Востоке, он стал открыто поддерживать действия радикальных группировок в Сирии и Ираке. В частности, Джейк размещал материалы в поддержку Усамы бен Ладена и других террористов на своей странице в Facebook.
После того, как его мать умерла от рака, Биларди окончательно принял ислам. Подозревая, что за ним следят австралийские спецслужбы, он пытается самостоятельно изготовить взрывные устройства на случай, если не сможет покинуть страну. Однако, обнаружив, что уехать из страны гораздо проще, чем купить материалы для изготовления взрывчатки, в августе 2014 года Биларди уехал в Ирак. В этом ему помог вербовщик из исламистской группировки «Фронт ан-Нусра». По мнению специалистов, причины вступления Биларди в ряды ИГ связаны именно с подростковыми проблемами и не носят, как в большинстве случаев, идеологический характер.
Биларди погиб 11 марта 2015 года во время атаки на иракский город Эр-Рамади. В ходе штурма боевики активно применяли террористов-смертников, и Биларди стал одним из них. По заявлениям иракских военных, он смог подорвать только самого себя. Смерть Биларди в дальнейшем стала использоваться в исламистской пропаганде с целью пристыдить молодых иракцев, не желающих вливаться в ряды ИГ.